# Линдерхоф
Линдерхоф (на немски: Schloss Linderhof) е дворец в Германия, построен през ХІХ век от баварския крал Лудвиг II.
Намира се край баварското село Етал, близо до град Гармиш-Партенкирхен в югозападната част на Бавария. Дворцовият комплекс се намира на територията на резерват Амергебирге в живописната долина на Грасвангтал заобиколен от прекрасен парк с над сто цветни алеи и златни скулптури. Това е единственият замък, който Лудвиг ІІ успява да завърши приживе.

## История
Лудвиг II Баварски започва да изгражда двореца през 1869 г. на мястото, където баща му Максимилиан II е имал ловна хижа. Строежът се извършва от архитекта Георг фон Долман в стил рококо и продължава на етапи до 1886 г. През 1874 г. Лудвиг събаря старата ловна хижа и достроява двореца в сегашния му вид. Впоследствие се извършват реконструкции само на вътрешните помещения, основно на кралската спалня.

## Архитектура
Архитектурата на сградата и парка е повлияна от Версайския дворец, построен от Луи XIV. Фасадата на замъка Линдерхоф е в стил рококо и е проектирана от придворния архитект Георг фон Долман. Пред нея е разположено стълбище и парк с градини и фонтани. Вътрешният интериор е смесица от барок и неорококо, с пищни украси. Спалнята е най-голямото помещение, създадена по подобие на спалнята на Луи XIV. Първоначално е проектирана от художника Анджело Кваглио и впоследствие разширена от архитекта Юлиус Хофман. Всички стаи са богато обзаведени и украсени със злато, сребро, мрамор, стенописи и майсенски порцелан по проект на художника Кристиян Янк.

### Парк
Дворецът е заобиколен от градини, разделени на пет части, украсени с множество скулптури и фонтани. Градините са по проект на Карл фон Ефнер и са по английски модел. Разположени са под формата на тераси върху площ от около 50 хектара и са интегрирани в алпийския пейзаж. На север от замъка има склон с водни каскади от 30 мраморни стъпала, завършващ с фонтана на Нептун.
Южно от двореца е основната градина, в която има голям басейн с позлатена статуя и фонтан издигащ се на 25 метра височина. В горната южна част на терасите пред двореца е изграден храм на Венера.
Архитектът Август Диригъл построява през 1876 – 1877 г. изкуствената „Пещера на Венера“ с височина около 10 м. В пещерата е пресъздадена сцена от операта на Вагнер „Танхойзер“.
В парка са разположени Мавритански павилион, проектиран от берлинския архитект Карл фон Дибич за Международната изложба в Париж от 1867 г. и мароканска къща, построена в Мароко за Международна изложба във Виена от 1873 и впоследствие купена от Лудвиг II през 1878 г.

## Галерия
- Каскадите на север от замъка
- „Пещерата на Венера“